# Крашенининское сельское поселение
Крашенининское се́льское поселе́ние — муниципальное образование в Упоровском районе Тюменской области Российской Федерации.
Административный центр — село Крашенинино.

## История
Статус и границы сельского поселения установлены законом Тюменской области от 5 ноября 2004 года № 263 «Об установлении границ муниципальных образований Тюменской области и наделении их статусом муниципального района, городского округа и сельского поселения».

## Население
| 2010 | 2011 | 2012 | 2013 | 2014 | 2015 | 2016 |
| ---- | ---- | ---- | ---- | ---- | ---- | ---- |
| 407  | ↘406 | ↘395 | ↘385 | ↘381 | ↘375 | ↘368 |
| 2017 | 2018 | 2019 | 2020 | 2021 |      |      |
| ↗373 | ↘369 | ↘351 | ↘350 | ↘348 |      |      |

## Состав сельского поселения
| № | Населённый пункт | Тип населённого пункта       | Население |
| - | ---------------- | ---------------------------- | --------- |
| 1 | Крашенинино      | село, административный центр | 336       |
| 2 | Пантелеевка      | деревня                      | 39        |
| 3 | Суклём           | деревня                      | 32        |